# ۱۱۸۲ (خورشیدی)
۱۱۸۲ هزار و صد و هشتاد و دومین سال هجری خورشیدی است.

## رویدادها
در بهمن ماه ۱۱۸۲ (ژانویه ۱۸۰۴)، سپاه ایران به سرداری عباس میرزا ولیعد، نیروهای روسیه را در نزدیکی «سه‌کلیسا» (اچمیادزین)، به شدت در هم کوبید.